# 米蘇拉塔省
米蘇拉塔省（阿拉伯语：‎）是利比亞的一個省，位於該國西北部，北臨地中海。面積2,770平方公里。2003年人口360,521人。首府米蘇拉塔。
1. ↑  . statoids.com.   [27 October 2009].